# Jan I. (opat osecký)
Opat Jan I., OCist. byl český římskokatolický duchovní, třetí opat cisterciáckého kláštera v Oseku v letech 1209–1221.

## Život

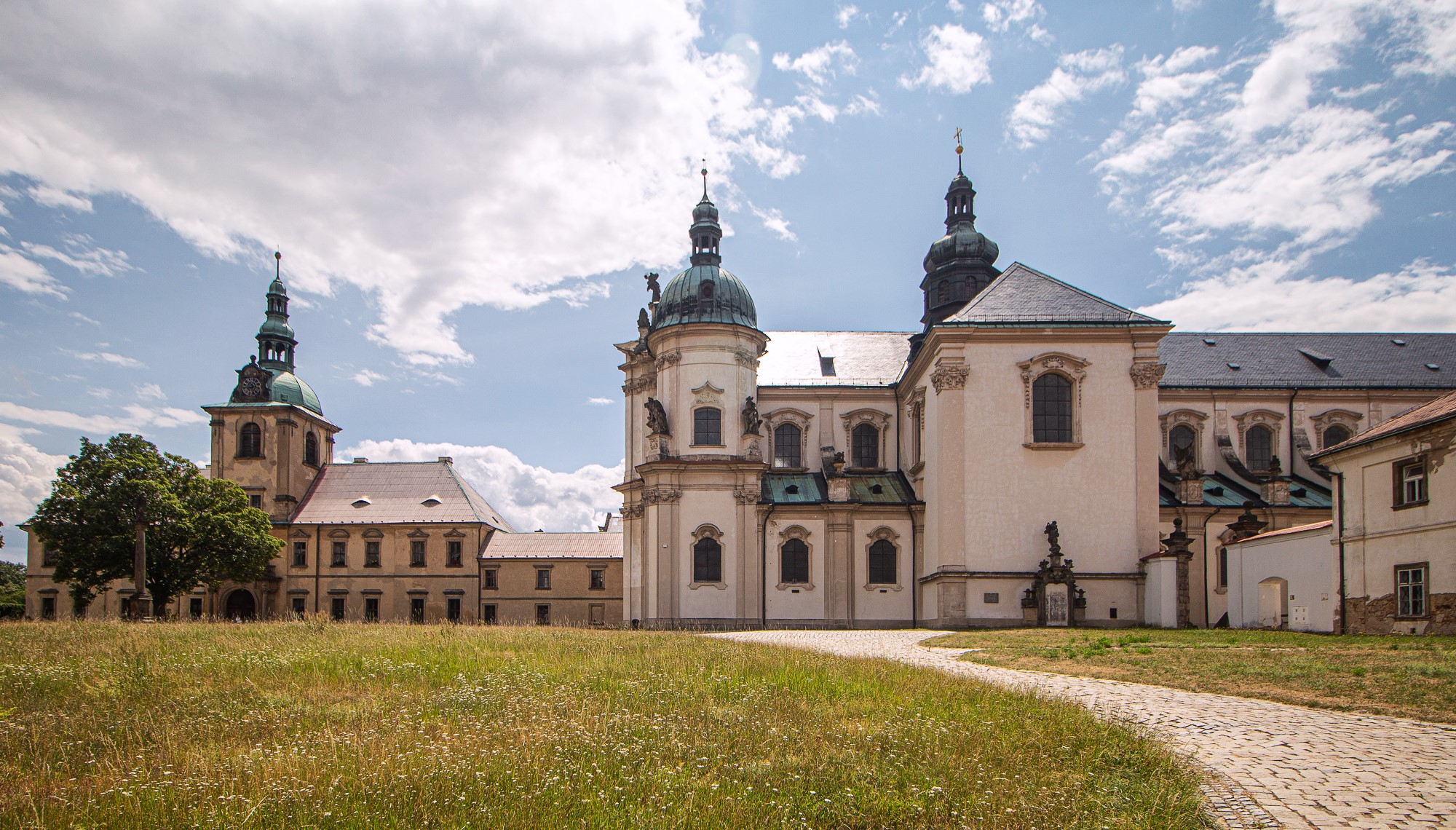
Cisterciácký klášter v Oseku

O jeho působení jsou informace v Podlažickém nekrologiu. Tento pramen umožňuje rámcově datovat jeho úřad a to v rozpětí let 1204–1224. Od roku 1221 je však v jediné zmínce doložen již jeho nástupce, opat Arnold, který vystupuje jako svědek na listině kláštera v rakouském Zwettlu. Z těchto údajů plyne, že Janův úřad musel skončit před a nebo v tomto roce. Některé zdroje však opata Jana vůbec neuvádějí a za třetího opata považují až Arnolda.